# بی‌ای زرافه
بی‌ای زرافه یک ستاره است که در صورت فلکی زرافه قرار دارد.